# Florencio Coronado Romaní
Florencio Coronado Romaní CSsR (* 23. Mai 1908 im Distrikt Caja, Provinz Acobamba, Region Huancavelica, Peru; † 5. September 2006 in Lima) war römisch-katholischer Bischof von Huancavelica von 1956 bis 1982 und Autor einer Quechua-Bibelübersetzung, die 2002 auf Chanka-Quechua erschien.

## Leben
Florencio Coronado Romaní wuchs in einem dörflichen Umfeld in der Provinz Acobamba zweisprachig mit Spanisch und Quechua auf. Bereits als Kind lernte er die katholischen Missionare der Ordensgemeinschaft der Redemptoristen aus Frankreich kennen, die als Wanderprediger durch die Dörfer des peruanischen Andenhochlands zogen. Als Vierzehnjähriger verließ er sein Elternhaus, um Missionar zu werden.
Nach einer anfänglichen Priesterausbildung in Peru wurde er nach Frankreich geschickt und empfing am 18. September 1938 in Belgien die Priesterweihe. Anschließend kehrte er nach Peru zurück, wo er in verschiedenen Dörfer der Anden seelsorglich tätig war. 1954 wurde er zum Diözesanadministrator in Huancavelica ernannt. Am 22. April 1956 spendete ihm sein Amtsvorgänger, der seinerzeitige peruanische Militärbischof Carlos Maria Jurgens Byrne CSsR die Bischofsweihe; Mitkonsekratoren waren Teodosio Moreno Quintana, Bischof von Huánuco, und Otoniel Alcedo Culquicóndor SDB, Weihbischof in Chachapoyas. Bereits am 1. März desselben Jahres war  Romaní zum Bischof von Huancavélica ernannt worden, dieses Amt hatte er bis zu seinem Rücktritt im Jahre 1982 inne, wie er nach kanonischem Recht im Alter von 75 Jahren vorgesehen ist.
In seiner Zeit als Bischof widmete er sich der Übersetzung der gesamten Bibel ins Chanka-Quechua, wie es in Huancavelica gesprochen wird, sowie des Messbuches und des Rituale Romanum. Die weiteste Verbreitung unter den Gläubigen fand von seinen Werken die Textsammlung Janacc Pacha Ñan („Himmelsweg“), ein Katechismus auf Quechua, ergänzt um volkstümliche christliche Liedtexte. Die Quechua-Bibelübersetzung schloss er erst nach Aufgabe seines Bischofsamtes in Zusammenarbeit mit seinem Nachfolger William Dermott Molloy McDermott und dem Quechua-Priester Alberto Barbosa ab, zu dem er nach Huanta zog. 2002 erschien seine Bibelübersetzung in einer zweisprachigen Ausgabe mit dem spanischen Text aus der Übersetzung El libro del Pueblo de Dios. Auffälliges Merkmal seiner quechuasprachigen Texte ist eine auf dem Spanischen basierende Rechtschreibung, bei welcher das in der spanischen Phonologie unbekannte Quechua-Phonem /q/ (stimmloser uvularer Frikativ [⁠χ⁠] im Chanka-Quechua, in den meisten anderen Varianten stimmloser uvularer Plosiv [⁠q⁠]) durchweg mit „cc“ wiedergegeben wird.
Im Januar 2005 erhielt er als Anerkennung für seine Arbeit die Auszeichnung Medalla de Oro de Santo Toribio de Mogrovejo. Er blieb in Huanta bis kurz vor seinem Tode 2006.

## Werke
- Janacc Pacha Ñan. Padre Redentoristacunapa ccellcasccan. Revisada y ampliada por Monseñor Florencio Coronado Romaní C Ss.R. Décima quinta edición revisada y ampliada. Lima 2012, 707 Seiten.

### Bibelübersetzung
- Sagrada Biblia quechua-castellano. Edición quechua realizada por Mons. Florencio Coronado C.Ss.R. Edición castellana tomada de la Biblia Argentina El libro del Pueblo de Dios. Diócesis de Huancavelica, Dickinson Press, Grand Rapids (Michigan, USA) 2002, 2500 Seiten.